# Spokane, Portland and Seattle Railway
La Spokane, Portland and Seattle Railway (SP&S), con acronimo SPS, era una compagnia ferroviaria di classe I, fondata nel 1905 e confluita nella Burlington Northern Railroad nel 1970.

## Storia
La compagnia nacque dal volere di James J. Hill, azionista di maggioranza della Great Northern Railway e della Northern Pacific Railway, di contrastare un possibile accesso a Portland lungo il fiume Columbia alla Chicago, Milwaukee, St. Paul and Pacific Railroad. Questa compagnia infatti stava all'epoca progettando la sua estensione verso l'Oceano Pacifico, ed era indecisa se partire da Portland o Seattle. Poiché la SPS occupò la riva settentrionale del fiume Columbia, ed essendo al riva meridionale occupata dalla Union Pacific Railroad, la Milwaukee Road si vide costretta a scegliere come terminali occidentali Seattle e Tacoma, e ad attraversare la catena montuosa delle Cascate.
Inoltre James J. Hill voleva contrastare la Union Pacific Railroad, di proprietà di E.H. Harriman, che monopolizzava il traffico del legno dell'Oregon.
La costruzione iniziò nel 1906 e terminò nel gennaio del 1908 senza particolari difficoltà, non essendoci valichi da affrontare. A dispetto del nome, la compagnia ferroviaria non toccava Seattle, ma era costituita da un'unica linea fra Spokane, Portland e Seaside, con l'aggiunta di due linee secondarie che si diramavano verso meridione raggiungendo Eugene e Bend.
La nuova società ferroviaria venne gestita congiuntamente dalla Great Northern Railway e della Northern Pacific Railway, delle quali di fatto fu una semplice sussidiaria, adottando gli stessi modelli di locomotive a vapore.
Nel 1970, confluì con le compagnie che la controllavano nel gigante Burlington Northern Railroad.